# Дрыя (герб)
Дрыя (пол. Drya, Dricziki, Mutina, Mutyna) — польский дворянский герб.

## Описание герба
В красном поле между двумя узкими полосами голубого цвета перевязь вправо; на ней три четырёхугольных камня, означенных золотом. Такой герб некоим Мутыною принесен в XIII веке из Богемии.

## Герб используют
Аменде (Amende), Бегановские (Bieganowski), Белявские (Bielawski), Борысовичи (Borysowicz), Боришковские (Boryszkowski), Боржеевские (Borzejowski), Божеевские (Bozejowski), Бушковские (Buszkowski), бароны и дворяне Хлаповские (Chlapowski, Chlapowski z Chlapowa), Чижевичи (Czyzewicz), Чижевские (Чижовские, Czyzewski, Czyzowski), Диковицкие (Dzykowizki, Dykowizki ) Добек (Dobek), Долмацкие, Дрыя (Drya), Дрынякевичи (Dryniakiewicz), Дрыон (Dryon), Диамент (Dyament), Диаментовские (Dyamentoski, Dyamentowski), Дзехтарские (Dziechtarski, Dziektarski), Дзембинские (Dziembinski), Дзержбинские (Dzierzbinski), Эстка (Estka), Габлинские (Gablinski), Галенские (Galezki), Горецкие (Гурецкие, Gorecki), Грабенские (Grabienski), Гродзицкие (Гродзецкие, Grodzicki, Grodziecki), Еничи (Jenicz), Кишевские (Kiszewski), Копыдловские (Kopydlowski), Козарины (Kozaryn), Крепштуль (Krepsztul), Квинта (Kwinta), Лисецкие (Lisiecki), Лисевские (Lisiewski), Лукомские (Lukomski), Модлибовские (Modliboski, Modlibowski), Модлишевские (Modliszewski), Мрочинские (Mroczynski), Мутына (Mutyna), Оржельские (Orzelski), Осецкие (Osiecki), Пржисецкие (Przysiecki), Радецкие (Radecki), Роговские (Rogowski), Рудзицкие (Rudzicki), Руновские (Runowski), Сёнские (Siaski), Таутыгер (Тавтыгерд, Tautygier, Tawtygierd), Томицкие (Tomicki), Тромбчинские (Тромпчинские, Trambczynski, Trampczynski), Тройники (Troynik), Высоцкие (Wysocki), Жерницкие (Zernicki)